# Brasserie de Bouillon
Brasserie de Bouillon is een Belgische brouwerij te Sensenruth (Bouillon) in de provincie Luxemburg.

## Geschiedenis
In 1994 startten Nathalie Louis en Jacques Pougin een kruidenierszaak in Bouillon. Ze besloten bij hun kazen ook een assortiment streekbieren aan te bieden en algauw werden er een vijftigtal bieren aangeboden in de winkel. Doordat de interesse gewekt was, begon Pougin te experimenteren met eigen bierrecepten en in 1996 liet hij zijn eigen eerste bier Cuvée de Bouillon brouwen. Omdat het bier goed verkocht werd uitgekeken om een eigen brouwerij te installeren. In juni 1998 werd de brouwerij officieel geopend in het magazijn achter de winkel. De winkel werd vanaf dan ook enkel een winkel in streekbieren. Er werden niet enkel eigen bieren maar ook originele bieren voor derden gebrouwen.
Na zes jaar brouwen werd de maximale capaciteit van 650 hl gehaald en diende men een beslissing te nemen. In 2005 verhuisde men daarom naar een grotere locatie en werd de naam van de onderneming S.A. Louis And Men, die nu bestaat uit een brouwerij met bijhorende horecazaak.

## Bieren
De brouwerij brouwt een aantal bieren in opdracht. Hun eigen vast assortiment:
- Cuvée de Bouillon
- La Médiévale
- La Bouillonnaise
- Blanche de Bouillon
- La Spéciale Fêtes
- La Saison des Chasses Blonde
- La Saison des Chasses Ambrée